# Коровин, Рудольф Николаевич
Рудольф Николаевич Коровин (01.06.1937-10.02.2005) — российский учёный в области патогенеза опухолевых болезней птиц, академик РАСХН (1997).

## Биография
Родился в с. Усть-Кокса Горно-Алтайской автономной области. Окончил Ленинградский ветеринарный институт (1960).
С 1960 г. работал во Всесоюзном (Всероссийском) н.-и. ветеринарном институте птицеводства: аспирант, младший, старший научный сотрудник (1967—1970), заведующий лабораторией (1970—1978), заместитель директора по научной работе (1978—1983), директор (с 1983).
Доктор ветеринарных наук (1989), профессор (1990), академик РАСХН (1997). 
Разработчик диагностики, лечения и специфической профилактики инфекционных болезней птиц.
Лауреат премии Совета Министров СССР (1986). Награждён золотой медалью РАСХН им. С. Н. Вышелесского (1999), юбилейной медалью «За доблестный труд. В ознаменование 100-летия В.И.Ленина», «За трудовое отличие» и «Ветеран труда», золотыми и серебряными медалями ВДНХ СССР и ВВЦ.

## Труды
Опубликовал более 300 научных трудов. Оформил 7 патентов на изобретения.
Книги:
- Опухолевые болезни птиц / соавт. В. П. Зеленский. — М.: Колос, 1984. — 223 с.
- Лабораторная диагностика болезней птиц: справ. / соавт.: В. П. Зеленский, Г. А. Грошева. — М.: Агропромиздат, 1989. — 256 с.
- Аденовирусные инфекции сельскохозяйственной птицы: б-ка практ. вет. врача / соавт. И. К. Рождественский. — Л.: Агропромиздат. Ленингр. отд-ние, 1990. — 79 с.
- Советы птицеводам / соавт.: А. Б. Байдевлятов, Б. Ф. Бессарабов. — Киев: Урожай, 1997. — 416 с.
- Комплексная система ветеринарно-санитарных мероприятий в птицеводстве: (рекомендации) / ГНУ Краснод. н.-и. вет. ин-т. — Краснодар, 2004. — 16 с.
- Грипп и другие вирусные инфекции птиц / соавт.: В. А. Бакулин и др.; Всерос. н.-и. вет. ин-т птицеводства и др. — СПб., 2005. — 74 с.